# Баня Кали-Жунуса
Баня Кали-Жунуса — памятник хозяйственно-бытовой архитектуры XIX века, расположенный в казахском городе Таразе. В 1982 году баня Кали-Жунуса была включена в список памятников истории и культуры Казахской ССР республиканского значения и взята под охрану государства.

## Архитектура
Из внутренних помещений десять были сохранены в первоначальном виде, разрушенное одиннадцатое было восстановлено. Помещения соединяются между собой арочными проходами.
Общая площадь здания 18×25 м. Толщина стен — 0,8 м, высота — от 2,5 до 3 м, высота помещений до куполов — от 4 до 6 м.
Сооружение полностью сложено из жжёного кирпича. В верхней части куполов находятся небольшие прямоугольные отверстия для освещения. Помещения внутри украшены арками, фигурными нишами.